# DSB SA

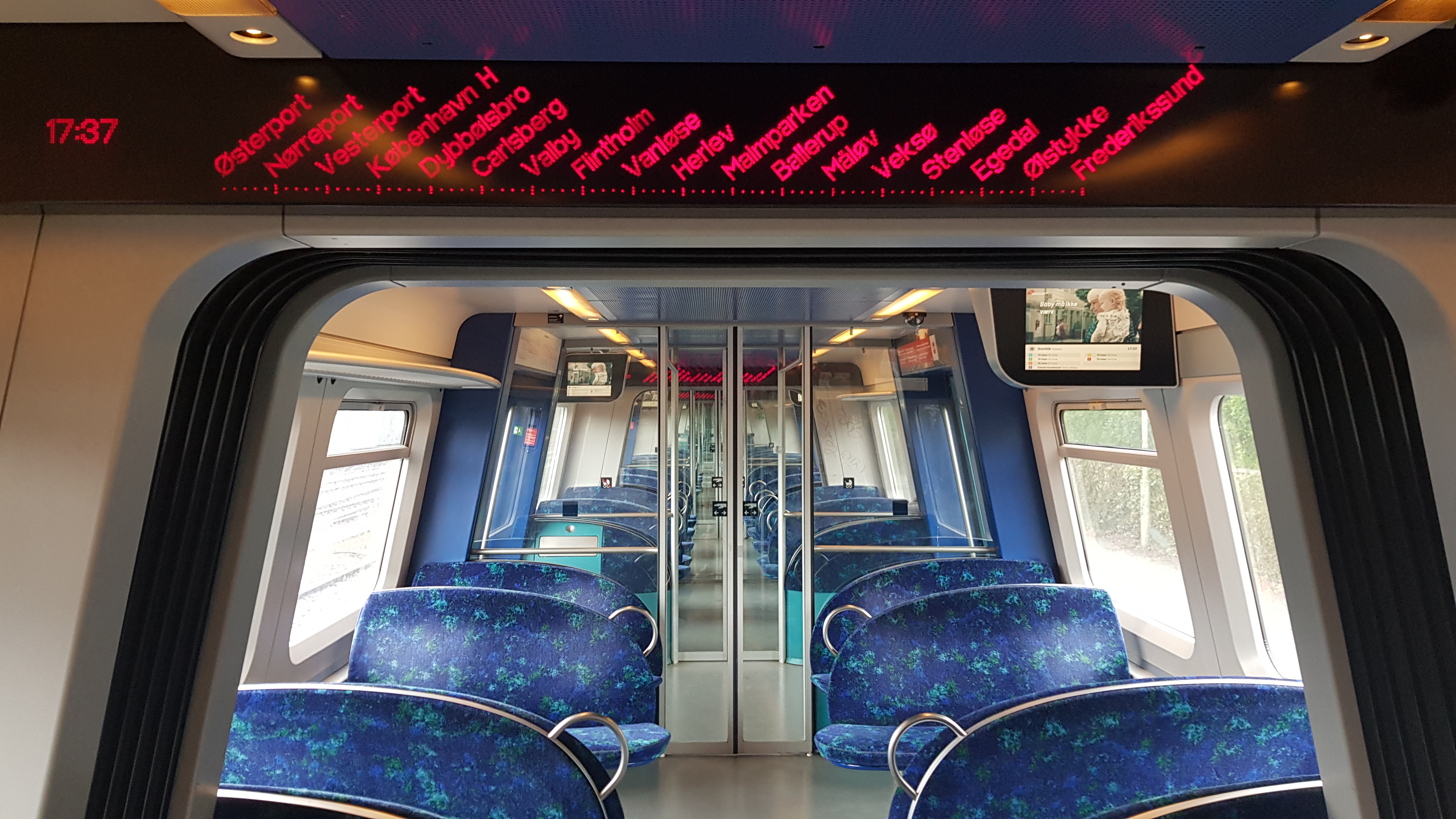
Innenraum mit Fahrgastübergang und Informationssystem

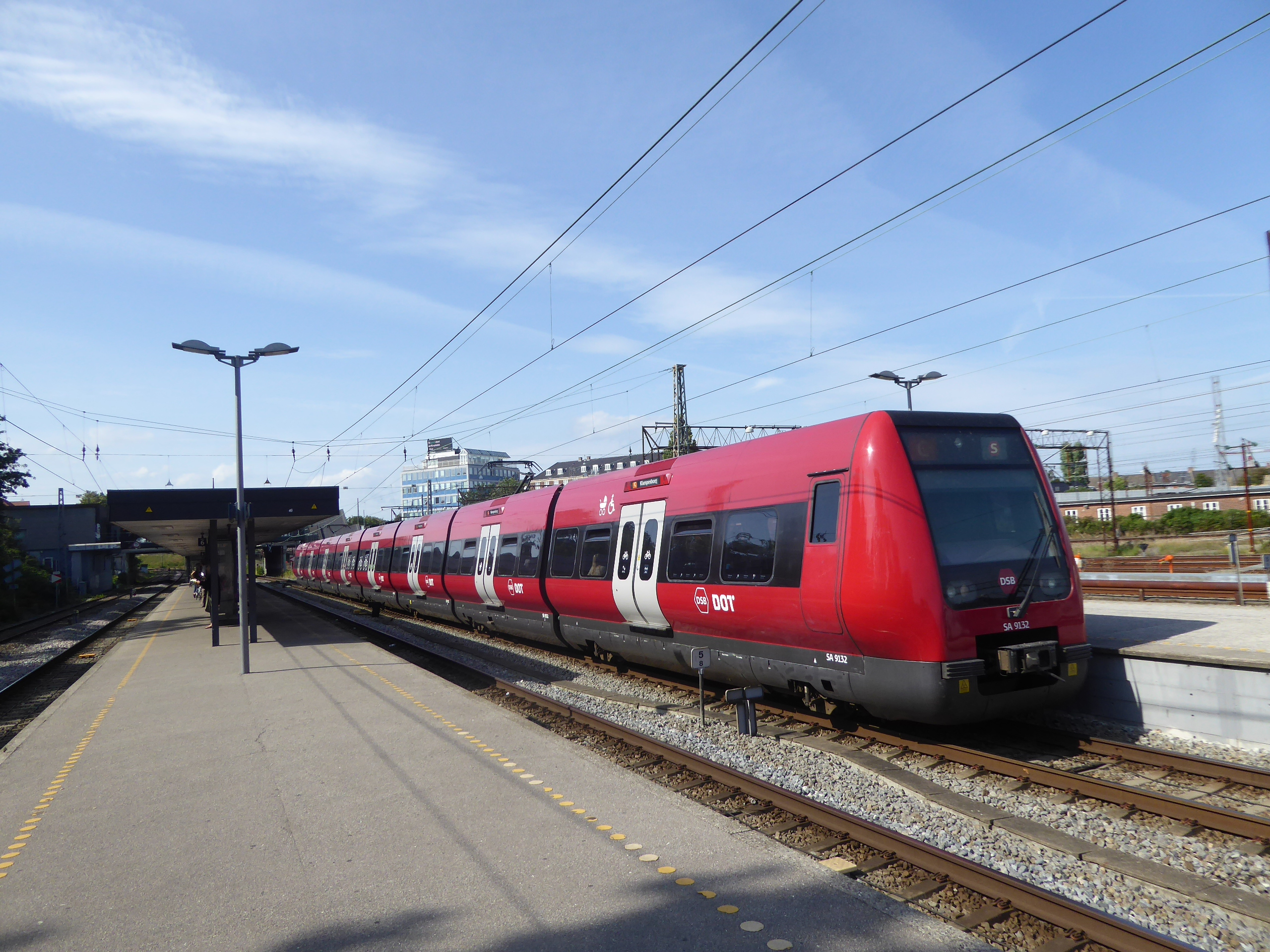
Neue Außengestaltung

Die DSB SA sind achtteilige elektrische Gliedertriebzüge für den S-Bahnverkehr in der Hauptstadtregion Kopenhagen (S-tog). Alstom LHB und Siemens lieferten von 1995 bis 2005 105 Triebzüge. Die fest gekuppelten Triebzüge werden als Garnitur intern mit den Betriebsnummern SA 01–SA 105 bezeichnet. Zusammen mit den vierteiligen DSB SE bilden sie die 4. Triebfahrzeuggeneration auf diesen Strecken.

## Geschichte
Um 1990 verfügte die DSB über etwa 135 Vierwagenzüge der zweiten und 12 Vierwagenzüge der dritten Generation, die jeweils in 170 Meter langer Doppeltraktion verkehrten. Da sich die dritte Generation nicht bewährte, wurde nach einem Nachfolger für beide Generationen gesucht. Die vierte Generation sollte leichter sein und moderne Leistungselektronik besitzen. 1987 wurde ein Konzept diskutiert, das auf einer Dreifachtraktion von kürzeren dreiteiligen Triebzügen mit Jakobs-Drehgestellen beruhte. Unterdessen stiegen jedoch die Fahrgastzahlen, sodass Züge mit höherer Kapazität pro Fahrzeuglänge gefordert wurden.
Es sollten 120 rund 80 Meter lange Züge geliefert werden, weniger als die Zahl der zu ersetzenden Züge. Die DSB rechnete mit einem geringeren Fahrzeugbedarf aufgrund von kürzeren Umlaufzeiten, die durch die bessere Beschleunigung und höhere Geschwindigkeit der Neufahrzeuge erreicht werden sollten, sowie wegen einer höheren Verfügbarkeit der Komponenten. Die Fahrgastzuwächse sollten durch eine höhere Kapazität pro Zug aufgefangen werden.
Es gingen Angebote für Doppelstockzüge oder Züge mit großer Fahrzeugbreite ein. Der australische Hersteller Goninan bot zusammen mit dem dänischen Partner FLS eine Variante des Sydneyer Doppelstockzugs Tangara an. ABB Scandia und das Konsortium LHB/Siemens setzten dagegen auf einstöckige „breite“ Züge.
1992 bestellte die DSB schließlich eine Vorserie von acht Zügen bei dem Konsortium von Alstom LHB und Siemens. Der Auftrag über 112 weitere Züge der Serienlieferung wurde im April 1997 erteilt. Für mehr Flexibilität wurden der Auftrag im Jahr 2002 geändert: Statt 15 SA wurden 30 vierteiligen SE bestellt, die einem halben SA mit zwei Führerständen entsprechen. Folglich wurden insgesamt 105 Achtteiler geliefert. Die Züge wurden zwischen 1995 und 2005 großteils im Alstom-Werk in Salzgitter gefertigt. Teile der Ausrüstung wurden im ehemaligen Scandia-Werk in Randers eingebaut.
Im November 1995 wurde der erste Zug nach Kopenhagen geliefert. Der Fahrgasteinsatz begann am 15. Juni auf der Linie A+. 1997 waren schließlich alle acht Züge der Vorserie betriebsbereit. Drei Jahre später entgleiste ein leerer Zug bei Valby, worauf alle SA vorübergehend außer Betrieb gingen.
Zum Fahrplanwechsel am 15. September 2002 wurden die Fahrzeiten auf den Linien A und E verkürzt. Dies war durch die höhere Beschleunigung und Höchstgeschwindigkeit der vierten Generation möglich. 
Am 7. November 2002 überfuhr der Zug SA 22 ein Halt zeigendes Signal in Holte und stieß mit dem Zug SA 36 zusammen. Dabei wurde ein Fahrgast getötet. Die unbeschädigten Wagen aus beiden Gliederzügen wurden zu einem neuen Triebzug SA 22 in der Reihung 8136–8336–8636–8822–9822–9622–9322–9122 zusammengestellt, der 2004 wieder in Betrieb ging. Die restlichen Wagen wurden verschrottet.
Von 2018 bis 2025 erhielten die Züge eine neue Farbgebung mit einem schwarzen Fensterband und weißen Türen. Die rote Farbe wurde beibehalten.

## Technik
Jeder Triebzug besteht aus zwei fest gekuppelten Halbzügen mit je vier Wagenkästen aus Aluminium. Jeder Wagenkasten stützt sich auf einem einachsigen Drehgestell und dem angrenzenden Segment ab. Die äußeren Segmente besitzen dabei zwei einachsige Drehgestelle. Diese sind eine Entwicklung von LHB. Durch diese Ausführung sind die Segmente äußerst kurz (10 m). Weil die Gliederzüge deshalb in Gleisbögen weniger Platz benötigen als Züge mit längeren Wagenkästen, können sie mit 3,6 Metern deutlich breiter ausgeführt werden. Das erlaubt den Einbau von Sitzbänken für einen Sitzteiler von 3+3. Gegenüber vorherigen Zügen konnte die  Sitzplatzkapazität damit um ein Drittel gesteigert werden. Da die Breite der Züge durch Hochflurbahnsteige begrenzt wird, wurden die Wagenkästen bombiert. Das heißt, sie sind über der Höhe der Bahnsteige nach außen gewölbt. Vor dem Einsatz der Züge wurden die Strecken dennoch punktuell an die größere Breite der Züge angepasst.
Die Züge sind durchgehend begehbar, zur Abtrennung der Fahrgastbereiche sind automatische Schiebetüren aus Glas vorhanden.
In der Mitte und an den Enden der Züge befinden sich Fahrradabteile mit zahlreichen Stellplätzen.
Jeder der Wagen ist auf jeder Zugseite mit einer 1,60 m breiten Doppelschwenkschiebetür ausgestattet. Die Garnituren können regenerativ bremsen. Dabei wirken die Fahrmotoren als Generatoren, die Umrichter produzieren Gleichstrom, der in die Oberleitung zurückgespeist wird. Es sind zwei identische unabhängige Traktionsanlagen – eine in jeder Zughälfte – vorhanden. Damit kann der Zug beim Ausfall einer der Traktionsanlagen dennoch verwendet werden.
Seit dem 8. Januar 2006 gibt es in Dänemark für die Fahrradmitnahme keine Sperrzeiten mehr, seit 15. Januar 2010 ist die Fahrradmitnahme bei S-tog kostenlos. Dies führte dazu, dass vermehrt Fahrräder in den Zügen mitgenommen wurden und der Platz in den Mehrzweckabteilen nicht mehr ausreichte und sich die Ein- und Ausstiegszeiten verlängerten. Deshalb wurden die beiden nebeneinander liegenden Abteile in den SD-Wagen bis 2014 zu Mehrzweckabteilen umgebaut. Dadurch können pro Zuggarnitur 46 statt 22 Fahrräder befördert werden.
Die Züge der Baureihe SA verkehren fest gekuppelt in der Wagenreihenfolge SA–SB–SC–SD–SD–SC–SB-SA. Diese Wagen sind unterschiedlich ausgestattet:
| Baureihe | Fahrzeug- nummern   | Typ         | Bemerkungen                                                         |
| -------- | ------------------- | ----------- | ------------------------------------------------------------------- |
| SA       | 8101–8205 9101–9205 | angetrieben | Mehrzweckabteil, zwei Achsen, Führerstand, klappbare Rollstuhlrampe |
| SB       | 8301–8405 9301–9405 | angetrieben | Stromabnehmer, eine Achse                                           |
| SC       | 8601–8705 9601–9705 | antriebslos | eine Achse                                                          |
| SD       | 8801–8905 9801–9905 | angetrieben | eine Achse seit 2014 zusätzliches Mehrzweckabteil                   |

## Einsatz
Die Baureihe SA kommt auf allen Linien des S-tog zum Einsatz. In der Hauptverkehrszeit werden bis zu zwei SA oder ein SA und zwei SE als Mehrfachtraktion gefahren. Auf der Linie F ist die Zuglänge durch die Bahnsteige auf einen SA oder zwei SE begrenzt.